# Збій системи безпеки (фільм, 1964)
«Збій системи безпеки» (англ. Fail-Safe) — трилер 1964 року, присвячений тематиці Холодної війни, режисера Сідні Люмет. Фільм заснований на однойменому романі 1962 року Юджина Бурдіка та Гарві Вілера. Фільм демонструє альтернативний варіант вирішення ядерної кризи. У фільмі зіграли Генрі Фонда, Ден О'Херліхі, Волтер Метгау, Френк Овертон, Ларрі Гегман, Фріц Вівер, Дана Елкар, Дом Делуїз та Соррелл Бук .
«Збій системи безпеки» описує, як напруженість в холодній війні між Радянським Союзом та США призводить до випадкового превентивного першого удару через помилку системи безпеки, яка відправляє американські бомбардувальники бомбить Москву.

## Сюжет
У штабі Стратегічного повітряного командування на авіабазі Офутт в штаті Омаха, штат Небраска, радіолокаційний апарат виявляє невідомий літак, що вторгся в американський повітряний простір. Незабаром після цього стає відомо, що це цивільний авіалайнером, що летить поза курсом. Військові скасовують сигнал тривоги, але в результаті відбувається помилка комп'ютерної системи безпеки, що призводить до того, що одна американська група бомбардувальників отримує наказ здійснити ядерну атаку на Москву. Спроби скасувати цей наказ зазнають невдачі, оскільки СРСР глушить американський радіозв'язок. Не маючи змоги отримати підтвердження чи скасування наказу, полковник Джек Грейді (Едвард Бінс), командир американської бомбардувальної групи, приймає вольове рішення виконати наказ та разом із групою літаків рухається до цілі.
Президент США (Генрі Фонда) та його радники намагаються відкликати бомбардувальники або ж збити їх. Американським винищувачам не вдається збити їх — вони падають в арктичні води. Президент виходить на зв'язок з радянським керівником. Вони визнають помилки з обох сторін (помилкові накази американським бомбардувальникам та радянське глушення радіозв'язку). Через припинення глушення, вдається вийти на зв'язок з бомбардувальниками. Виконуючи стандартні інструкції, команди літаків відкидають наступні зустрічні накази, які вони сприймають, як фальшиві накази від ворога.
Президент намагається знайти рішення, яке зупинить Радянський Союз від впровадження контратаки. Якщо він зазнає невдачі, то ядерної війни не уникнути. Щоб довести СРСР, що атака насправді була помилкою, Президент дає наказ американський бомбардувальникам знищити Нью-Йорк. Радники Президента в Пентагоні кажуть йому, що тоді загине Перша леді, яка відвідує Нью-Йорк.
Одному єдиному американському бомбардувальнику вдається досягти Москви — місто знищено. Після цього, Президент наказує генералу Блеку (Ден О'Герлігі), дружина та діти якого живуть у Нью-Йорку, здійснити відповідну ядерну атаку, використовуючи Емпайр-Стейт-Білдінг як «нульову точки». Здійснивши наказ, Блек скоює суїцид.
Останні моменти фільму демонструють людей у Нью-Йорку, які живуть своїм повсякденним життя, не підозрюючи про майбутню катастрофу.

## У ролях

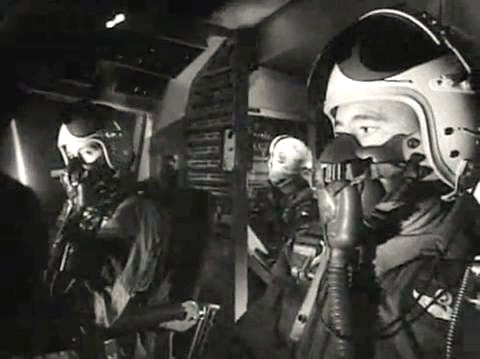
Едвард Біннс у ролі полковника Джека Грейді (праворуч)

| Актор          | Роль                       |
| -------------- | -------------------------- |
| Генрі Фонда    | Президент США              |
| Ден О'Херліхі  | Генерал Воррен Блек        |
| Волтер Метгау  | Професор Гротешель         |
| Френк Овертон  | Генерал Боген              |
| Фріц Вівер     | Полковник Каскіо           |
| Едвард Бінс    | Полковник Джек Грейді      |
| Ларрі Гегман   | перекладач президента Бак  |
| Вільям Гансен  | секретар з безпеки Свенсон |
| Рассел Гарді   | Генерал Старк              |
| Рассел Коллінз | Гордон Неп                 |
| Соррелл Бук    | конгресмен Раскоб          |
| Ненсі Берг     | Ільза Вульф                |
| Джон Коннелл   | Томас                      |
| Френк Сімпсон  | Салліван                   |
| Гільді Паркс   | Бетті Блек                 |
| Джанет Ворд    | Гелен Грейді               |
| Дом Делуїз     | сержант Коллінз            |
| Дана Елкар     | Містер Фостер              |
| Стюарт Гермейн | Містер Каскіо              |
| Луїза Ларабі   | Місіс Каскіо               |
| Фріда Альтман  | Місіс Дженні Джонсон       |

## Виробництво
Фільм був знятий на чорно-білій плівці, в драматичному театральному стилі з великими планами, що віддають клаустрофобією, різкими тінями та частою важкою тишею, яка відбувається між кількома персонажами. За винятком радіофону під час сцени на базі ВПС на Алясці, оригінального саундтреку у фільма немає (лише електронні звукові ефекти виступають головною та кінцевою музикою фільму). За невеликими винятками, дія відбувається в основному в підземному бункері Білого дому, у військовому конференц-залі Пентагону, у штабі Стратегічного повітряного командування та в одній бомбардувальній кабіні..
«Збій системи безпеки» та «Доктор Стрейнджлав» були створені в період після Карибської кризи, коли люди стали набагато чутливішими до загрози ядерної війни. «Збій системи безпеки» дуже походить на роман Пітера Джорджа «Червона загроза», на якому був заснований «Доктор Стрейнджлав». Режисер «Доктора Стрейнджлава» Стенлі Кубрик та Пітер Джордж пізнішае подали позов про порушення авторських прав. В результаті, справа була врегульована поза судом. Компанія Columbia Pictures, яка фінансувала та займалась дістрібуцією «Доктора Стрейнджлава», також придбала «Збій системи безпеки», виробництво якого фінансувалось з незалежних джерел.
При цьому, Кубрік наполягав, щоб студія випустила спочатку його фільм.

## Сприйняття
«Збій системи безпеки» вийшла у жовтні 1964 року, отримала чудові відгуки, але на жаль касові збори були невеликі. Невдача стрічки полягала у схожості з сатирою «Доктором Стрейнджлавом», яка з'явилась в кінотеатрах у січні 1964 року.
Витримавши перевірку часом, фільм став класикою жанру «трилера епохи холодної війни», продемонструвавши, що проблеми у спілкуванні можуть призвести до помилкової команди, яка врешті спричинить ядерну війну.